# Ptecticus xanthipes
Ptecticus xanthipes är en tvåvingeart som beskrevs av Blanchard 1938. Ptecticus xanthipes ingår i släktet Ptecticus och familjen vapenflugor. Inga underarter finns listade i Catalogue of Life.